# Valdehijaderos
Valdehijaderos település Spanyolországban, Salamanca tartományban. Valdehijaderos Aldeacipreste, Horcajo de Montemayor, Valdefuentes de Sangusín és La Calzada de Béjar községekkel határos. Lakosainak száma 84 fő (2024).

## Népesség
A település népessége az elmúlt években az alábbi módon változott:
| Lakosok száma | 112  | 107  | 99   | 92   | 87   | 82   | 79   | 79   | 79   | 84   |
|               | 2001 | 2004 | 2007 | 2009 | 2012 | 2014 | 2017 | 2019 | 2022 | 2024 |